# Estadio Sandro Cabassi
El Estadio Sandro Cabassi es un estadio de fútbol en la ciudad de Carpi, Italia, es sede del club Carpi FC, el campo es de césped natural, y tiene una capacidad de 4164 asientos.

## Historia
El estadio fue inaugurado en octubre de 1928, inicialmente llamado Mario Papotti (un niño que murió durante la Guerra Civil Española) y luego, al final de la Segunda Guerra Mundial, para llevar el nombre de Sandro Cabassi, un joven partidista del Frente de Juventudes de Módena, fallecido en 1944.
Con la llegada del club a la Serie C se abrieron dos gradas laterales y estructuras de metal curvado que luego se cerraron en 2000. En el 90 se creó tribuna distinta descubrimiento y también se renueva la tribuna de prensa.
En 2009 después de la fusión con el Dorando Pietri se insertan sillas rojas para crear la palabra "Carpi" y se hacen conforme a los vestuarios y renovado el túnel de entrada de los jugadores.
Desde el verano de 2011 a raíz de la promoción en la Lega Pro Prima Divisione del Carpi se comenzó a trabajar en la reestructuración del sistema que no está de acuerdo con los partidos de la Serie C1,cuyos trabajos proporcionan la amplitud de la capacidad de 2685 lugares para 4.164 lugares con reestructuración de las curvas, sin uso desde 2000 , y será refinado en el foro. El costo total de la obra será de unos 1,2 millones de euros . Para los problemas de la administración municipal se comenzó a trabajar oficialmente en diciembre de 2011 y tendrá una duración de 3-4 meses. También se anunció que el trabajo se llevará a cabo sobre la seguridad y la iluminación del estadio. El de la Foligno ( 2 mil once a 2012 mil ), fue la última carrera de Carpi en Stadio Giglio en Reggio Emilia . Después de haber jugado una temporada completa en el exilio, para los partidos en casa de los playoffs para jugar en el "Cabassi". La planta fue reabierta el 27 de mayo de 2012, para el partido de vuelta de los play-off entre el Carpi y el Sorrento (0-1).
El estadio fue sede el 12 de abril de 2011 del partido amistoso Italia - Inglaterra Sub-18, que finalizó 1-1. En las gradas del estadio estuvieron presentes el vicepresidente de la FIGC, Demetrio Albertini y Arrigo Sacchi.
A raíz de la promoción a la Serie B del Carpi FC, después de una inspección de un delegado de la FIGC, está siendo solicitada de la gestión de la seguridad, video vigilancia, y la cobertura de la televisión, mientras que no se han planteado problemas de capacidad del estadio, que luego puede de regreso si lo es la posibilidad de obtener una exención de la FIGC ローリングブラザー.

## El estadio tiene las siguientes características
- Plazas Totales: 4.164 espectadores
- Ancho de campo: 66,05 m
- El campo Longitud: 105,60 m
- Fondo: césped natural
- Cobertura de campo: Tribuna Central y Tribuna Lateral.